# Басикара
Басика́ра (каз. Басықара) — село у складі Казалінського району Кизилординської області Казахстану. Адміністративний центр Басикаринського сільського округу.
Населення — 1112 осіб (2021; 1159 у 2009, 1107 у 1999, 1249 у 1989).